# Чемпионат мира по биатлону 1998
33-й чемпионат мира по биатлону прошёл в марте 1998 года в словенской Поклюке в рамках 6-го этапа Кубка мира (гонка преследования) и австрийском Хохфильцене в рамках 7-го этапа Кубка мира (командная гонка). Остальные дисциплины вошли в программу Зимних Олимпийских игр в Нагано, и чемпионат мира в них в сезоне 1997—1998 не проводился.

## Мужчины

### Гонка преследования. 12,5 км
| Место             | Спортсмен            | Время   | Стрельба |
| ----------------- | -------------------- | ------- | -------- |
| 1                 | Владимир Драчёв      | 36:30.3 | 0+1+1+0  |
| 2                 | Уле-Эйнар Бьёрндален | +14.0   | 1+1+0+0  |
| 3                 | Рафаэль Пуаре        | +41.6   | 1+1+0+0  |
| 4                 | Свен Фишер           | +43.2   | 2+2+0+1  |
| 5                 | Вилле Райкконен      | +43.4   | 1+0+0+0  |
| 6                 | Сергей Рожков        | +1:06.5 | 0+0+0+0  |
| 7                 | Рико Гросс           | +1:09.5 | 1+0+1+0  |
| 8                 | Фроде Андресен       | +1:12.9 | 1+0+2+0  |
| 9                 | Илмарс Брицис        | +1:14.2 | 2+1+1+0  |
| 10                | Рене Катаринусси     | +1:27.4 | 0+1+0+1  |
| Финишный протокол |                      |         |          |

### Командная гонка
| Место | Страна    | Спортсмен                                                               | Время   | Стрельба |
| ----- | --------- | ----------------------------------------------------------------------- | ------- | -------- |
| 1     | Норвегия  | Эгиль Йелланн Сильфест Глимсдаль Халвард Ханевольд Уле-Эйнар Бьёрндален | 29:17.6 | 0+0+1+1  |
| 2     | Германия  | Рико Гросс Карстен Хайман Свен Фишер Франк Лук                          | +43.7   | 0+0+3+1  |
| 3     | Россия    | Владимир Драчёв Алексей Кобелев Сергей Рожков Виктор Майгуров           | +56.4   | 0+1+1+1  |
| 4     | Финляндия | Харри Елоранта Вилле Райкконен Олли-Пекка Пелтола Пааво Пурунен         | +1:21.3 | 2+0+2+0  |
| 5     | Польша    | Веслав Земянин Ян Земянин Томаш Сикора Войцех Коцуб                     | +1:42.3 | 0+0+2+2  |
| 6     | Италия    | Патрик Фавре Хуберт Лайтгеб Рене Катаринусси Пьер-Альберто Каррара      | +2:02.3 | 0+2+1+3  |

## Женщины

### Гонка преследования. 10 км
| Место             | Спортсмен          | Время    | Стрельба |
| ----------------- | ------------------ | -------- | -------- |
| 1                 | Магдалена Форсберг | 37:58.6  | 0+1+1+0  |
| 2                 | Коринн Ниогре      | + 1:06.9 | 0+0+1+0  |
| 3                 | Мартина Целльнер   | + 1:25.8 | 0+0+0+0  |
| 4                 | Екатерина Дафовска | + 1:47.4 | 0+1+0+1  |
| 5                 | Петра Беле         | +1:56.4  | 0+0+2+0  |
| 6                 | Анн-Элен Шельбрей  | +2:23.9  | 0+1+2+2  |
| 7                 | Кристель Грос      | +2:25.5  | 1+2+0+1  |
| 8                 | Елена Зубрилова    | +2:38.3  | 0+0+1+1  |
| 9                 | Елена Петрова      | +2:58.4  | 0+0+0+2  |
| 10                | Лив-Грете Шельбрей | +3:24.3  | 1+1+2+1  |
| Финишный протокол |                    |          |          |

### Командная гонка
| Место | Страна    | Спортсмен                                                                   | Время    | Стр.    |
| ----- | --------- | --------------------------------------------------------------------------- | -------- | ------- |
| 1     | Россия    | Анна Волкова Ольга Ромасько Светлана Ишмуратова Альбина Ахатова             | 30:21.14 | 1+1+2+0 |
| 2     | Норвегия  | Хильдегун Миккельсплас Анн-Элен Шельбрей Анетт Сиквеланд Лив-Грете Шельбрей | +17.6    | 0+0+2+3 |
| 3     | Финляндия | Катя Холанти Тина Миккола Мари Лампинен Санна-Лена Перунка                  | +39.1    | 0+0+1+1 |
| 4     | Украина   | Елена Петрова Нина Лемеш Валентина Цербе-Несина Елена Зубрилова             | +41.2    | 1+0+3+1 |
| 5     | Франция   | Анн Бриан Эммануэль Кларе Дельфин Хеманн-Бюрле Коринн Ниогре                | +53.3    | 1+0+2+1 |
| 6     | Беларусь  | Наталья Рыженкова Ирина Тананайко Людмила Лысенко Светлана Парамыгина       | +1:02.0  | 0+0+1+2 |

## Зачёт медалей
| Место | Страна    | Золото | Серебро | Бронза | Итого |
| ----- | --------- | ------ | ------- | ------ | ----- |
| 1     | Россия    | 2      | 0       | 1      | 3     |
| 2     | Норвегия  | 1      | 2       | 0      | 3     |
| 3     | Швеция    | 1      | 0       | 0      | 1     |
| 4     | Франция   | 0      | 1       | 1      | 2     |
| 5     | Германия  | 0      | 1       | 1      | 2     |
| 6     | Финляндия | 0      | 0       | 1      | 1     |